# Райлі Сміт
Райлі Сміт (англ. Riley Smith; нар. 12 квітня 1978) — американський актор, відомий своїми другорядними ролями на телебаченні в серіалах: «24», «Джоан з Аркадії», «90210: Нове покоління», «Реальна кров» та «Посланці», а також головними ролями — в серіалах «Драйв» (Drive) та «Радіохвиля».

## Фільмографія
| Рік       |    | Українська назва                      | Оригінальна назва              | Роль                                  |
| --------- | -- | ------------------------------------- | ------------------------------ | ------------------------------------- |
| 2019—2020 | с  | Ненсі Дрю                             | Nancy Drew                     | Раян Гадсон (18 епізодів)             |
| 2019      | с  | Доведена невинність                   | Proven Innocent                | Леві Скотт (13 епізодів)              |
| 2018      | с  | Довічне ув'язнення                    | Life Sentence                  | д-р Вілл Грант (9 епізодів)           |
| 2017      | кф |                                       | The Life of Ricky              | Рікі Джонс                            |
| 2016—2017 | с  | Радіохвиля                            | Frequency                      | Френк Салліван (14 епізодів)          |
| 2016      | тф |                                       | Urban Cowboy                   | Вес                                   |
| 2016      | ф  |                                       | Interior Night                 | Едді Бенкс                            |
| 2016      | ф  |                                       | Bleed                          | Ерік                                  |
| 2016      | с  | C.S.I.: Кіберпростір                  | CSI: Cyber                     | Кіт Волкер (1 епізод)                 |
| 2015      | тф |                                       | Studio City                    | Джекс                                 |
| 2015      | с  | Нешвілл                               | Nashville                      | Маркус Кін (7 епізодів)               |
| 2015      | тф | Асоціація власників житлових будинків | The HOA                        | Шон                                   |
| 2015      | с  | Посланці                              | The Messengers                 | Марк Плоуман (6 епізодів)             |
| 2015      | с  | Справжній детектив                    | True Detective                 | Стів Мерсер (2 епізоди)               |
| 2015      | кф |                                       | Margreet                       | Рін                                   |
| 2014      | ф  |                                       | 10,000 Days                    | Сем Бек                               |
| 2014      | тф |                                       | Deliverance Creek              | Тобі                                  |
| 2014      | с  | Реальна кров                          | True Blood                     | Кіт (5 епізодів)                      |
| 2014      | мф | Гніздо Дракона: Світанок воїнів       | Dragon Nest: Warriors' Dawn    | додаткові голоси в англійській версії |
| 2014      | ф  |                                       | Shirin in Love                 | Вільям                                |
| 2013      | тф |                                       | Untitled Bounty Hunter Project | Шон Гаґґінс                           |
| 2013      | тф |                                       | Різдво у Конвеї                | Томмі Герріс                          |
| 2013      | с  | Красуня та чудовисько                 | Beauty and the Beast           | Бомбер (2 епізоди)                    |
| 2013      | кф |                                       | A Day in the Country           | л-нт Нікл                             |
| 2012—2013 | с  | 90210: Нове покоління                 | 90210                          | Райлі Воллес (7 епізодів)             |
| 2012      | ф  | Висельники                            | Gallowwalkers                  | Фабулос                               |
| 2012      | кф | Недільна мати                         | Sunday's Mother                | Джейсон                               |
| 2011      | тф |                                       | Cooper and Stone               | Денні Ковач                           |
| 2011      | с  | Клуб «Плейбоя»                        | The Playboy Club               | Вейд (2 епізоди)                      |
| 2011      | ф  |                                       | Universal Squadrons            | Ленс                                  |
| 2011      | с  | Болота                                | The Glades                     | Грег Вілер (1 епізод)                 |
| 2011      | с  | Шукачка                               | The Closer                     | Трей Гевін (1 епізод)                 |
| 2010      | с  |                                       | 10,000 Days                    | Сем Бек                               |
| 2010      | тф |                                       | Night and Day                  | Джим Поллард                          |
| 2010      | с  | Противага                             | Leverage                       | лікар Софі доктор Ебернеті (1 епізод) |
| 2009      | с  | Та, що говорить з привидами           | Ghost Whisperer                | Шон Фленнері (1 епізод)               |
| 2008      | тф |                                       | The Madness of Jane            | Дейн                                  |
| 2008      | ф  | Зроби крок                            | Make It Happen                 | Расс                                  |
| 2008      | с  | Криміналісти: мислити як злочинець    | Criminal Minds                 | Раян Філліпс (1 епізод)               |
| 2007      | с  | Жіночий клуб розслідування вбивств    | Women's Murder Club            | Джеймі Гелвен (1 епізод)              |
| 2007      | с  | CSI: Місце злочину                    | CSI: Crime Scene Investigation | Джордан Роквелл (1 епізод)            |
| 2007      | с  | Драйв                                 | Drive                          | Роб Лерд (6 епізодів)                 |
| 2007      | ф  |                                       | Graduation                     | Чонсі Бойд (1 епізод)                 |
| 2007      | ф  |                                       | White Air                      | Алекс Кроу                            |
| 2007      | ф  | Зброя                                 | Weapons                        | Джейсон                               |
| 2006      | тф |                                       | The Way                        | Карл                                  |
| 2005      | тф |                                       | Spring Break Shark Attack      | Шейн Джонс                            |
| 2004—2005 | с  | Джоан з Аркадії                       | Joan of Arcadia                | Енді Бейкер (5 епізодів)              |
| 2004      | с  | Гаваї                                 | Hawaii                         | Шелдон (1 епізод)                     |
| 2004      | с  | Саммерленд                            | Summerland                     | Теннер (2 епізоди)                    |
| 2004      | ф  | Миттєвості Нью-Йорка                  | New York Minute                | Джим, велокур'єр                      |
| 2004      | кф |                                       | The Plight of Clownana         | Райлі                                 |
| 2003      | с  | 24                                    | 24                             | Кайл Сінгер (6 епізодів)              |
| 2003      | ф  | Радіо                                 | Radio                          | Джонні                                |
| 2003      | с  | Миротворці                            | Peacemakers                    | Ерік Соупер (1 епізод)                |
| 2003      | ф  | Майже законно                         | After School Special           | Джейк                                 |
| 2003      | с  | C.S.I.: Місце злочину Маямі           | CSI: Miami                     | Джек (1 епізод)                       |
| 2002      | тф | Іствік                                | Eastwick                       | Дакота                                |
| 2002      | с  | Бостонська школа                      | Boston Public                  | Марк (1 епізод)                       |
| 2002      | с  | Хижі пташки                           | Birds of Prey                  | 18-річний хлопець (1 епізод)          |
| 2002      | ф  |                                       | Full Ride                      | Метт Сабо                             |
| 2002      | ф  | Атака павуків                         | Eight Legged Freaks            | Ренді                                 |
| 2002      | с  |                                       | Raising Dad                    | Джаред Ешбі (9 епізодів)              |
| 2002      | с  |                                       | McLeod's Daughters             | хлопець (1 епізод)                    |
| 2001      | тф | Каштановий пагорб                     | Chestnut Hill                  | Джеймі Істмен                         |
| 2001      | ф  | Недитяче кіно                         | Not Another Teen Movie         | Лес                                   |
| 2001      | с  | Усе про нас                           | All About Us                   | Джеремі (1 епізод)                    |
| 2001      | с  |                                       | Gideon's Crossing              | Дерек Фіцг'ю (3 епізоди)              |
| 2001      | тф |                                       | Motocrossed                    | Дін Телон                             |
| 2000—2001 | с  | Раз і знову                           | Once and Again                 | Пейс (2 епізоди)                      |
| 2000      | тф |                                       | Wild Grizzly                   | Джош Гардінг                          |
| 2000      | с  |                                       | Hang Time                      | Дейв Картер (1 епізод)                |
| 2000      | ф  | Добийся успіху                        | Bring It On                    | чирлідер                              |
| 2000      | в  | Академія вуду                         | Voodoo Academy                 | Крістофер Соєр                        |
| 2000      | с  | Диваки і навіжені                     | Freaks and Geeks               | Тодд Шеллінгер (5 епізодів)           |
| 1999      | ф  | Провулок закоханих                    | Lovers Lane                    | Майкл Лемсон                          |
| 1999      | с  | Сьоме небо                            | 7th Heaven                     | Тайлор (1 епізод)                     |
| 1999      | тф | Арсенал прибульців                    | Alien Arsenal                  | Чед                                   |
| 1998      | с  | Один світ                             | One World                      | Райлі (1 епізод)                      |